# گمینا بنجنو
گمینا بنجنو (به لهستانی:  Gmina Będzino) یک گمینا در لهستان است که در شهرستان کوشالین واقع شده‌است. گمینا بنجنو ۱۸۰٫۹۲ کیلومتر مربع مساحت و ۹٬۲۸۷ نفر جمعیت دارد.